# Porter (Nowy Jork)
Porter – miasto w Stanach Zjednoczonych, w stanie Nowy Jork, w hrabstwie Niagara.